# اسپرس بیابانی تهرانی
اسپرس بیابانی تهرانی (نام علمی: Onobrychis aucheri subsp. tehranica) نام یک زیر گونه از سرده اسپرس است.